# Johnny Dorelli
Johnny Dorelli, né Giorgio Guidi le 20 février 1937 à Meda en Lombardie, est un acteur, chanteur, compositeur et animateur de télévision italien.

## Biographie
Giorgio Guidi a passé son enfance aux États-Unis, où son père Aurelio Guidi, était un ténor connu sous le nom de scène de Nino D'Aurelio. Il a étudié la musique à l'école secondaire des arts du spectacle de Manhattan. Il participa à des compétitions télévisées pour les jeunes talents, sous le nom de scène de Johnny Dorelli (ce nom vient de la mauvaise prononciation, de la part des Américains, du pseudonyme de son père, d'Aurelio).
Il a fait ses débuts en 1951 à 14 ans avec un disque 45 tours Arrotino / Famme Durmì pour La Voix de son Maître.
Johnny Dorelli retourna en Italie en 1955. Le premier succès arriva en 1956, avec le titre "Calypso". Il composa et interpréta près d'une centaine de chansons entre le début des années 1950 et la fin des années 1980.
En 1958 il gagne avec son compère Domenico Modugno, le Festival de Sanremo avec une chanson Nel blu dipinto di blu (connue également sous le titre de Volare) et Piove (Ciao ciao bambina) -- Il pleut (Salut, salut, bébé). Johnny Dorelli impose un style élégant et intimiste, un style qui s'inspire du modèle américain du crooner.
En 1966, il chante en duo avec Dalida un pot-pourri de chansons calabraises.
En 1967, la chanson L'immensità se place à la neuvième place au festival de San Remo.
En 1974, il joue le rôle de Don Silvestro dans la comédie musicale Aggiungi un posto a tavola écrite par Pietro Garinei, Sandro Giovannini et Iaia Fiastri (musique d'Armando Trovaioli), sous la direction de Garinei et Giovannini.
Il joua dans de nombreux films dans la tradition de la comédie italienne.
En 1983, il collabore à la chaîne italienne Canale 5 avec Amanda Lear, Nadia Cassini et Gigi Sabani.
En 1995, il joue dans tous les théâtres italiens avec Loretta Goggi avec qui il interprète une pièce à succès, Bobbi sa tutto (Bobbi sait tout).
Johnny Dorelli a été d'abord lié à la comédienne Lauretta Masiero, ensuite il a été marié avec l'actrice Catherine Spaak, enfin son dernier mariage a été avec l'actrice et chanteuse Gloria Guida.

## Filmographie
- 1956 : Cantando sotto le stelle de Marino Girolami
- 1958 : Totò, Peppino et les Fanatiques (Totò, Peppino e le fanatiche) de Mario Mattoli
- 1958 : La ragazza di piazza San Pietro de Piero Costa
- 1959 : Guardatele ma non toccatele de Mario Mattoli
- 1959 : Tipi da spiaggia de Mario Mattoli
- 1959 : Destinazione Sanremo de Domenico Paolella
- 1962 : Les filles aiment ça ! (Das haben die Mädchen gern) de Kurt Nachmann
- 1967 : Arriva Dorellik de Steno
- 1973 : Pain et Chocolat (Pane e cioccolata) de Franco Brusati
- 1975 : Una sera c'incontrammo de Piero Schivazappa
- 1976 : Dimmi che fai tutto per me de Pasquale Festa Campanile
- 1976 : L'Agnese va a morire de Giuliano Montaldo
- 1976 : Spogliamoci così, senza pudor... de Sergio Martino
- 1976 : Gardez-le pour vous (Basta che non si sappia in giro de Nanni Loy, Luigi Magni et Luigi Comencini
- 1977 : Qui sera tué demain ? (Il mostro) de Luigi Zampa
- 1977 : Cara sposa de Pasquale Festa Campanile
- 1977 : La presidentessa de Luciano Salce
- 1978 : Per vivere meglio, divertitevi con noi de Flavio Mogherini
- 1978 : Comment perdre sa femme et trouver une maîtresse (Come perdere una moglie e trovare un'amante) de Pasquale Festa Campanile
- 1978 : Amori miei de Steno
- 1979 : Le Manteau d'astrakan (Il cappotto di Astrakan) de Marco Vicario
- 1979 : Tesoro mio de Giulio Paradisi
- 1980 : Non ti conosco più amore de Sergio Corbucci
- 1980 : Mi faccio la barca de Sergio Corbucci
- 1981 : Qui c'est ce mec ? (Bollenti spiriti) de Giorgio Capitani
- 1982 : Dieu les fait et les assemble (Dio li fa poi li accoppia) de Steno
- 1982 : Ciao nemico d'Enzo Barboni
- 1982 : Les Derniers Monstres (Sesso e volentieri) de Dino Risi
- 1983 : Occhio, malocchio, prezzemolo e finocchio de Sergio Martino
- 1983 : State buoni se potete de Luigi Magni
- 1984 : Cuore de Luigi Comencini - minisérie TV
- 1984 : A tu per tu de Sergio Corbucci
- 1984 : Vediamoci chiaro de Luciano Salce
- 1984 : State buoni se potete de Luigi Magni
- 1988 : La coscienza di Zeno  - minisérie TV
- 1988 : Un milione di miliardi - minisérie TV
- 1989 : La trappola (la formula mancata) de Carlo Lizzani - minisérie TV
- 1992 : Ma tu mi vuoi bene? - minisérie TV
- 1994 : Si, ti voglio bene - miniserie TV (1994)
- 1997 - 1999 : Due per tre - sitcom TV
- 2005 : Ma quando arrivano le ragazze? de Pupi Avati